# Lista di asteroidi (419001-420000)
Di seguito una lista di asteroidi dal numero 419001 al 420000 con data di scoperta e scopritore.

## 419001-419100
| Nome     | Designazione provvisoria | Data di scoperta  | Scopritore             |
| -------- | ------------------------ | ----------------- | ---------------------- |
| 419001 - | 2009 OW21                | 29 luglio 2009    | Spacewatch             |
| 419002 - | 2009 OS23                | 24 luglio 2000    | Spacewatch             |
| 419003 - | 2009 OC24                | 31 luglio 2009    | Spacewatch             |
| 419004 - | 2009 PG2                 | 12 agosto 2009    | OAM                    |
| 419005 - | 2009 PQ4                 | 2 novembre 2005   | Mt. Lemmon Survey      |
| 419006 - | 2009 PV6                 | 28 luglio 2009    | CSS                    |
| 419007 - | 2009 PF8                 | 15 agosto 2009    | CSS                    |
| 419008 - | 2009 PA11                | 15 agosto 2009    | LINEAR                 |
| 419009 - | 2009 PO16                | 15 agosto 2009    | Spacewatch             |
| 419010 - | 2009 PY16                | 1º agosto 2009    | Siding Spring Survey   |
| 419011 - | 2009 PB17                | 15 agosto 2009    | OAM                    |
| 419012 - | 2009 PY17                | 15 agosto 2009    | Spacewatch             |
| 419013 - | 2009 QA3                 | 14 luglio 2009    | Spacewatch             |
| 419014 - | 2009 QH5                 | 17 agosto 2009    | Farra d'Isonzo         |
| 419015 - | 2009 QF6                 | 19 agosto 2009    | Tozzi, F.              |
| 419016 - | 2009 QE7                 | 17 giugno 2009    | Mt. Lemmon Survey      |
| 419017 - | 2009 QA10                | 21 agosto 2009    | Hug, G.                |
| 419018 - | 2009 QS10                | 24 ottobre 2005   | Spacewatch             |
| 419019 - | 2009 QQ12                | 16 agosto 2009    | Spacewatch             |
| 419020 - | 2009 QH22                | 20 agosto 2009    | OAM                    |
| 419021 - | 2009 QR22                | 20 agosto 2009    | OAM                    |
| 419022 - | 2009 QF31                | 26 agosto 2009    | CSS                    |
| 419023 - | 2009 QT36                | 29 agosto 2009    | Karge, S., Zimmer, U.  |
| 419024 - | 2009 QZ36                | 27 agosto 2009    | Spacewatch             |
| 419025 - | 2009 QF39                | 20 agosto 2009    | Spacewatch             |
| 419026 - | 2009 QJ40                | 26 agosto 2009    | OAM                    |
| 419027 - | 2009 QP47                | 28 agosto 2009    | OAM                    |
| 419028 - | 2009 QY48                | 28 agosto 2009    | OAM                    |
| 419029 - | 2009 QA54                | 19 agosto 2009    | Spacewatch             |
| 419030 - | 2009 QX54                | 28 agosto 2009    | CSS                    |
| 419031 - | 2009 QB55                | 17 agosto 2009    | CSS                    |
| 419032 - | 2009 QY55                | 28 agosto 2009    | Spacewatch             |
| 419033 - | 2009 QT57                | 27 maggio 2009    | CSS                    |
| 419034 - | 2009 QM58                | 20 agosto 2009    | Spacewatch             |
| 419035 - | 2009 QV63                | 16 agosto 2009    | Spacewatch             |
| 419036 - | 2009 QF64                | 19 agosto 2009    | OAM                    |
| 419037 - | 2009 RH8                 | 12 settembre 2009 | Spacewatch             |
| 419038 - | 2009 RW8                 | 12 settembre 2009 | Spacewatch             |
| 419039 - | 2009 RW11                | 12 settembre 2009 | Spacewatch             |
| 419040 - | 2009 RU12                | 12 settembre 2009 | Spacewatch             |
| 419041 - | 2009 RX17                | 12 settembre 2009 | Spacewatch             |
| 419042 - | 2009 RZ17                | 12 settembre 2009 | Spacewatch             |
| 419043 - | 2009 RC20                | 14 settembre 2009 | CSS                    |
| 419044 - | 2009 RT27                | 13 settembre 2009 | PMO NEO Survey Program |
| 419045 - | 2009 RP28                | 13 settembre 2009 | PMO NEO Survey Program |
| 419046 - | 2009 RN36                | 25 agosto 2009    | PMO NEO Survey Program |
| 419047 - | 2009 RT36                | 15 settembre 2009 | Spacewatch             |
| 419048 - | 2009 RQ41                | 15 settembre 2009 | Spacewatch             |
| 419049 - | 2009 RW41                | 7 dicembre 2005   | Spacewatch             |
| 419050 - | 2009 RJ43                | 15 settembre 2009 | Spacewatch             |
| 419051 - | 2009 RO46                | 15 settembre 2009 | Spacewatch             |
| 419052 - | 2009 RS63                | 15 settembre 2009 | Mt. Lemmon Survey      |
| 419053 - | 2009 RP69                | 15 settembre 2009 | Mt. Lemmon Survey      |
| 419054 - | 2009 RX69                | 14 settembre 2009 | Spacewatch             |
| 419055 - | 2009 RX71                | 15 settembre 2009 | Spacewatch             |
| 419056 - | 2009 RN72                | 15 settembre 2009 | Spacewatch             |
| 419057 - | 2009 RL73                | 12 settembre 2009 | Spacewatch             |
| 419058 - | 2009 RS74                | 14 settembre 2009 | LINEAR                 |
| 419059 - | 2009 ST1                 | 15 agosto 2009    | Spacewatch             |
| 419060 - | 2009 SL9                 | 27 gennaio 2007   | Mt. Lemmon Survey      |
| 419061 - | 2009 SX19                | 21 settembre 2009 | Mt. Lemmon Survey      |
| 419062 - | 2009 SH20                | 22 settembre 2009 | Drebach                |
| 419063 - | 2009 SD21                | 17 settembre 2009 | CSS                    |
| 419064 - | 2009 SY23                | 16 settembre 2009 | Spacewatch             |
| 419065 - | 2009 SD35                | 16 settembre 2009 | Spacewatch             |
| 419066 - | 2009 SK45                | 16 settembre 2009 | Spacewatch             |
| 419067 - | 2009 SY46                | 16 settembre 2009 | Spacewatch             |
| 419068 - | 2009 SL49                | 25 settembre 2005 | Spacewatch             |
| 419069 - | 2009 SB51                | 17 settembre 2009 | Spacewatch             |
| 419070 - | 2009 SR55                | 7 febbraio 2002   | Spacewatch             |
| 419071 - | 2009 SJ58                | 17 settembre 2009 | Spacewatch             |
| 419072 - | 2009 SY60                | 17 settembre 2009 | Spacewatch             |
| 419073 - | 2009 SC61                | 17 settembre 2009 | Spacewatch             |
| 419074 - | 2009 SL61                | 17 settembre 2009 | Spacewatch             |
| 419075 - | 2009 SN74                | 17 settembre 2009 | Spacewatch             |
| 419076 - | 2009 SY78                | 18 settembre 2009 | Spacewatch             |
| 419077 - | 2009 SN99                | 13 aprile 2008    | Mt. Lemmon Survey      |
| 419078 - | 2009 SH106               | 16 agosto 2009    | Spacewatch             |
| 419079 - | 2009 SB110               | 17 agosto 2009    | Spacewatch             |
| 419080 - | 2009 SG114               | 18 settembre 2009 | Spacewatch             |
| 419081 - | 2009 SZ122               | 18 settembre 2009 | Spacewatch             |
| 419082 - | 2009 SQ124               | 18 settembre 2009 | Spacewatch             |
| 419083 - | 2009 SU124               | 18 settembre 2009 | Spacewatch             |
| 419084 - | 2009 SK125               | 18 settembre 2009 | Spacewatch             |
| 419085 - | 2009 SE126               | 18 settembre 2009 | Spacewatch             |
| 419086 - | 2009 SV127               | 18 settembre 2009 | CSS                    |
| 419087 - | 2009 SK128               | 18 settembre 2009 | Spacewatch             |
| 419088 - | 2009 SQ130               | 18 settembre 2009 | Spacewatch             |
| 419089 - | 2009 SW133               | 18 settembre 2009 | Spacewatch             |
| 419090 - | 2009 SF140               | 25 aprile 2003    | Spacewatch             |
| 419091 - | 2009 SE141               | 19 settembre 2009 | Spacewatch             |
| 419092 - | 2009 SZ144               | 28 agosto 2009    | Spacewatch             |
| 419093 - | 2009 SQ146               | 19 settembre 2009 | Spacewatch             |
| 419094 - | 2009 SQ147               | 19 settembre 2009 | Mt. Lemmon Survey      |
| 419095 - | 2009 SQ149               | 20 settembre 2009 | Spacewatch             |
| 419096 - | 2009 SX155               | 20 settembre 2009 | Spacewatch             |
| 419097 - | 2009 SE156               | 25 settembre 2005 | Spacewatch             |
| 419098 - | 2009 SF157               | 20 settembre 2009 | Spacewatch             |
| 419099 - | 2009 SW158               | 20 settembre 2009 | Spacewatch             |
| 419100 - | 2009 SA159               | 20 settembre 2009 | Spacewatch             |

## 419101-419200
| Nome     | Designazione provvisoria | Data di scoperta  | Scopritore           |
| -------- | ------------------------ | ----------------- | -------------------- |
| 419101 - | 2009 SX160               | 20 settembre 2009 | Mt. Lemmon Survey    |
| 419102 - | 2009 SK165               | 6 novembre 2005   | Mt. Lemmon Survey    |
| 419103 - | 2009 SF167               | 23 settembre 2009 | Mt. Lemmon Survey    |
| 419104 - | 2009 SK171               | 28 settembre 2009 | Apitzsch, R.         |
| 419105 - | 2009 SA173               | 18 settembre 2009 | Spacewatch           |
| 419106 - | 2009 SG179               | 30 ottobre 2006   | Mt. Lemmon Survey    |
| 419107 - | 2009 SG180               | 16 settembre 2009 | Spacewatch           |
| 419108 - | 2009 SN183               | 17 settembre 2009 | Spacewatch           |
| 419109 - | 2009 SS183               | 21 settembre 2009 | Spacewatch           |
| 419110 - | 2009 SL185               | 21 settembre 2009 | Spacewatch           |
| 419111 - | 2009 SX188               | 21 settembre 2009 | OAM                  |
| 419112 - | 2009 SQ192               | 18 settembre 1995 | Spacewatch           |
| 419113 - | 2009 SZ192               | 22 settembre 2009 | Spacewatch           |
| 419114 - | 2009 SA193               | 22 settembre 2009 | Spacewatch           |
| 419115 - | 2009 SU198               | 22 settembre 2009 | Spacewatch           |
| 419116 - | 2009 SY200               | 10 settembre 2009 | CSS                  |
| 419117 - | 2009 SV201               | 18 settembre 2009 | Spacewatch           |
| 419118 - | 2009 SO203               | 22 settembre 2009 | Spacewatch           |
| 419119 - | 2009 SB205               | 22 settembre 2009 | Spacewatch           |
| 419120 - | 2009 SX209               | 23 settembre 2009 | Spacewatch           |
| 419121 - | 2009 SL211               | 23 settembre 2009 | Spacewatch           |
| 419122 - | 2009 SH213               | 15 settembre 2009 | Spacewatch           |
| 419123 - | 2009 SK214               | 15 settembre 2009 | Spacewatch           |
| 419124 - | 2009 SO216               | 24 settembre 2009 | Spacewatch           |
| 419125 - | 2009 SP227               | 18 settembre 2009 | Spacewatch           |
| 419126 - | 2009 SK231               | 19 settembre 2009 | Spacewatch           |
| 419127 - | 2009 SX232               | 19 settembre 2009 | CSS                  |
| 419128 - | 2009 SB239               | 16 agosto 2009    | CSS                  |
| 419129 - | 2009 SU240               | 18 settembre 2009 | CSS                  |
| 419130 - | 2009 SK242               | 8 luglio 2004     | Siding Spring Survey |
| 419131 - | 2009 SZ242               | 21 settembre 2009 | OAM                  |
| 419132 - | 2009 SC245               | 19 settembre 2009 | Spacewatch           |
| 419133 - | 2009 SO246               | 17 settembre 2009 | Spacewatch           |
| 419134 - | 2009 ST250               | 19 settembre 2009 | Spacewatch           |
| 419135 - | 2009 SX264               | 23 settembre 2009 | Mt. Lemmon Survey    |
| 419136 - | 2009 SR265               | 23 settembre 2009 | Mt. Lemmon Survey    |
| 419137 - | 2009 SV265               | 17 settembre 2004 | Spacewatch           |
| 419138 - | 2009 SH269               | 12 settembre 2009 | Spacewatch           |
| 419139 - | 2009 SV274               | 17 settembre 2009 | Spacewatch           |
| 419140 - | 2009 SZ278               | 17 settembre 2009 | Spacewatch           |
| 419141 - | 2009 SD279               | 17 settembre 2009 | Spacewatch           |
| 419142 - | 2009 SU282               | 25 settembre 2009 | Spacewatch           |
| 419143 - | 2009 SX287               | 25 settembre 2009 | Spacewatch           |
| 419144 - | 2009 SK288               | 25 settembre 2009 | Spacewatch           |
| 419145 - | 2009 SF290               | 29 dicembre 2005  | Mt. Lemmon Survey    |
| 419146 - | 2009 SC294               | 27 settembre 2009 | Spacewatch           |
| 419147 - | 2009 SD294               | 15 settembre 2009 | Spacewatch           |
| 419148 - | 2009 SA302               | 15 agosto 2009    | Spacewatch           |
| 419149 - | 2009 SQ316               | 6 febbraio 2002   | Spacewatch           |
| 419150 - | 2009 SG319               | 20 settembre 2009 | Spacewatch           |
| 419151 - | 2009 SJ324               | 22 maggio 2003    | Spacewatch           |
| 419152 - | 2009 SC325               | 25 settembre 2009 | Spacewatch           |
| 419153 - | 2009 SB329               | 16 settembre 2009 | CSS                  |
| 419154 - | 2009 SO335               | 20 settembre 2009 | Spacewatch           |
| 419155 - | 2009 SD337               | 25 settembre 2009 | CSS                  |
| 419156 - | 2009 SM337               | 27 settembre 2009 | CSS                  |
| 419157 - | 2009 SN337               | 27 settembre 2009 | Siding Spring Survey |
| 419158 - | 2009 SC341               | 23 settembre 2009 | Spacewatch           |
| 419159 - | 2009 ST344               | 18 settembre 2009 | Spacewatch           |
| 419160 - | 2009 SZ344               | 18 settembre 2009 | Spacewatch           |
| 419161 - | 2009 SK354               | 21 settembre 2009 | Mt. Lemmon Survey    |
| 419162 - | 2009 SY354               | 29 settembre 2009 | Spacewatch           |
| 419163 - | 2009 SY357               | 28 settembre 2009 | Mt. Lemmon Survey    |
| 419164 - | 2009 SU359               | 25 settembre 2009 | LINEAR               |
| 419165 - | 2009 SA361               | 22 settembre 2009 | CSS                  |
| 419166 - | 2009 TB5                 | 10 ottobre 2009   | OAM                  |
| 419167 - | 2009 TQ5                 | 11 ottobre 2009   | Mt. Lemmon Survey    |
| 419168 - | 2009 TV5                 | 11 ottobre 2009   | OAM                  |
| 419169 - | 2009 TP9                 | 14 ottobre 2009   | BATTeRS              |
| 419170 - | 2009 TK13                | 14 ottobre 2009   | BATTeRS              |
| 419171 - | 2009 TG20                | 22 settembre 2009 | CSS                  |
| 419172 - | 2009 TX25                | 14 ottobre 2009   | CSS                  |
| 419173 - | 2009 TY29                | 23 aprile 2007    | Mt. Lemmon Survey    |
| 419174 - | 2009 TA31                | 15 ottobre 2009   | Mt. Lemmon Survey    |
| 419175 - | 2009 TP32                | 14 ottobre 2009   | CSS                  |
| 419176 - | 2009 TH33                | 12 ottobre 2009   | OAM                  |
| 419177 - | 2009 TK33                | 14 ottobre 2009   | OAM                  |
| 419178 - | 2009 TU33                | 9 ottobre 2009    | CSS                  |
| 419179 - | 2009 TJ39                | 15 ottobre 2009   | CSS                  |
| 419180 - | 2009 TM40                | 1º dicembre 2005  | Spacewatch           |
| 419181 - | 2009 TN40                | 15 ottobre 2009   | CSS                  |
| 419182 - | 2009 TN42                | 12 ottobre 2009   | Mt. Lemmon Survey    |
| 419183 - | 2009 TL43                | 1º ottobre 2009   | Mt. Lemmon Survey    |
| 419184 - | 2009 TF47                | 14 ottobre 2009   | CSS                  |
| 419185 - | 2009 UP2                 | 18 agosto 2009    | CSS                  |
| 419186 - | 2009 UY11                | 16 ottobre 2009   | CSS                  |
| 419187 - | 2009 UA24                | 18 ottobre 2009   | Mt. Lemmon Survey    |
| 419188 - | 2009 UP27                | 25 agosto 2004    | Spacewatch           |
| 419189 - | 2009 UG28                | 22 ottobre 2009   | Mt. Lemmon Survey    |
| 419190 - | 2009 UX30                | 18 ottobre 2009   | Mt. Lemmon Survey    |
| 419191 - | 2009 UA33                | 18 ottobre 2009   | Mt. Lemmon Survey    |
| 419192 - | 2009 UM37                | 22 ottobre 2009   | Mt. Lemmon Survey    |
| 419193 - | 2009 UT40                | 20 agosto 2009    | Spacewatch           |
| 419194 - | 2009 UZ49                | 27 settembre 2009 | Spacewatch           |
| 419195 - | 2009 UY50                | 22 ottobre 2009   | CSS                  |
| 419196 - | 2009 UZ56                | 23 ottobre 2009   | Mt. Lemmon Survey    |
| 419197 - | 2009 UA66                | 17 settembre 2009 | Spacewatch           |
| 419198 - | 2009 UO66                | 17 ottobre 2009   | Mt. Lemmon Survey    |
| 419199 - | 2009 UZ69                | 22 ottobre 2009   | Mt. Lemmon Survey    |
| 419200 - | 2009 UT80                | 29 settembre 2009 | Mt. Lemmon Survey    |

## 419201-419300
| Nome     | Designazione provvisoria | Data di scoperta  | Scopritore             |
| -------- | ------------------------ | ----------------- | ---------------------- |
| 419201 - | 2009 UW82                | 23 ottobre 2009   | Mt. Lemmon Survey      |
| 419202 - | 2009 UV84                | 23 ottobre 2009   | Mt. Lemmon Survey      |
| 419203 - | 2009 UN90                | 16 ottobre 2009   | CSS                    |
| 419204 - | 2009 UC96                | 22 ottobre 2009   | Mt. Lemmon Survey      |
| 419205 - | 2009 UN99                | 23 ottobre 2009   | Spacewatch             |
| 419206 - | 2009 UQ101               | 6 gennaio 2006    | CSS                    |
| 419207 - | 2009 UH103               | 24 ottobre 2009   | Spacewatch             |
| 419208 - | 2009 UU107               | 17 settembre 2009 | CSS                    |
| 419209 - | 2009 UJ110               | 23 ottobre 2009   | Spacewatch             |
| 419210 - | 2009 UD113               | 22 ottobre 2009   | CSS                    |
| 419211 - | 2009 UJ113               | 21 ottobre 2009   | Mt. Lemmon Survey      |
| 419212 - | 2009 UY117               | 14 ottobre 2009   | PMO NEO Survey Program |
| 419213 - | 2009 UB130               | 29 ottobre 2009   | OAM                    |
| 419214 - | 2009 UO132               | 16 ottobre 2009   | CSS                    |
| 419215 - | 2009 UR133               | 22 ottobre 2009   | Mt. Lemmon Survey      |
| 419216 - | 2009 UY134               | 6 agosto 2004     | NEAT                   |
| 419217 - | 2009 UQ137               | 2 dicembre 2005   | Spacewatch             |
| 419218 - | 2009 UQ146               | 26 ottobre 2009   | Mt. Lemmon Survey      |
| 419219 - | 2009 UB150               | 27 ottobre 2009   | OAM                    |
| 419220 - | 2009 UN151               | 16 ottobre 2009   | Mt. Lemmon Survey      |
| 419221 - | 2009 UY151               | 18 ottobre 2009   | LINEAR                 |
| 419222 - | 2009 UV152               | 22 ottobre 2009   | Mt. Lemmon Survey      |
| 419223 - | 2009 UM154               | 16 ottobre 2009   | Mt. Lemmon Survey      |
| 419224 - | 2009 UV154               | 23 ottobre 2009   | Mt. Lemmon Survey      |
| 419225 - | 2009 VP4                 | 8 novembre 2009   | Spacewatch             |
| 419226 - | 2009 VF7                 | 30 ottobre 2009   | Mt. Lemmon Survey      |
| 419227 - | 2009 VL7                 | 8 novembre 2009   | CSS                    |
| 419228 - | 2009 VT9                 | 23 ottobre 2009   | Mt. Lemmon Survey      |
| 419229 - | 2009 VP11                | 12 maggio 2007    | Spacewatch             |
| 419230 - | 2009 VB17                | 8 novembre 2009   | Mt. Lemmon Survey      |
| 419231 - | 2009 VO23                | 9 novembre 2009   | CSS                    |
| 419232 - | 2009 VT23                | 9 novembre 2009   | Mt. Lemmon Survey      |
| 419233 - | 2009 VW23                | 20 dicembre 2004  | Mt. Lemmon Survey      |
| 419234 - | 2009 VB24                | 9 novembre 2009   | Mt. Lemmon Survey      |
| 419235 - | 2009 VE24                | 26 ottobre 2009   | Mt. Lemmon Survey      |
| 419236 - | 2009 VN29                | 24 ottobre 2009   | Spacewatch             |
| 419237 - | 2009 VX30                | 9 novembre 2009   | Mt. Lemmon Survey      |
| 419238 - | 2009 VO31                | 9 ottobre 2004    | Spacewatch             |
| 419239 - | 2009 VJ39                | 22 ottobre 2009   | CSS                    |
| 419240 - | 2009 VY39                | 11 novembre 2009  | Spacewatch             |
| 419241 - | 2009 VW41                | 9 novembre 2009   | Mt. Lemmon Survey      |
| 419242 - | 2009 VU42                | 21 ottobre 2009   | Mt. Lemmon Survey      |
| 419243 - | 2009 VR43                | 9 novembre 2009   | Mt. Lemmon Survey      |
| 419244 - | 2009 VY47                | 25 ottobre 2009   | Spacewatch             |
| 419245 - | 2009 VS50                | 15 novembre 2009  | OAM                    |
| 419246 - | 2009 VP52                | 24 ottobre 2009   | Spacewatch             |
| 419247 - | 2009 VO59                | 14 ottobre 2009   | Mt. Lemmon Survey      |
| 419248 - | 2009 VT61                | 8 novembre 2009   | Spacewatch             |
| 419249 - | 2009 VJ62                | 20 settembre 2009 | Mt. Lemmon Survey      |
| 419250 - | 2009 VP62                | 8 novembre 2009   | Spacewatch             |
| 419251 - | 2009 VS63                | 8 novembre 2009   | Mt. Lemmon Survey      |
| 419252 - | 2009 VD64                | 16 ottobre 2009   | Mt. Lemmon Survey      |
| 419253 - | 2009 VB68                | 14 aprile 2007    | Spacewatch             |
| 419254 - | 2009 VE70                | 9 novembre 2009   | Mt. Lemmon Survey      |
| 419255 - | 2009 VW77                | 9 novembre 2009   | CSS                    |
| 419256 - | 2009 VP81                | 24 ottobre 2009   | Spacewatch             |
| 419257 - | 2009 VK85                | 5 ottobre 2003    | Spacewatch             |
| 419258 - | 2009 VP87                | 10 novembre 2009  | Spacewatch             |
| 419259 - | 2009 VX92                | 11 novembre 2009  | CSS                    |
| 419260 - | 2009 VA94                | 14 ottobre 2009   | Mt. Lemmon Survey      |
| 419261 - | 2009 VT94                | 9 novembre 2009   | Spacewatch             |
| 419262 - | 2009 VT99                | 17 ottobre 2009   | Mt. Lemmon Survey      |
| 419263 - | 2009 VH100               | 10 novembre 2009  | Spacewatch             |
| 419264 - | 2009 VX101               | 26 ottobre 2009   | Spacewatch             |
| 419265 - | 2009 VU105               | 15 luglio 2004    | Siding Spring Survey   |
| 419266 - | 2009 VR108               | 9 novembre 2009   | CSS                    |
| 419267 - | 2009 VS109               | 9 novembre 2009   | CSS                    |
| 419268 - | 2009 VW110               | 10 novembre 2009  | Mt. Lemmon Survey      |
| 419269 - | 2009 VU112               | 8 novembre 2009   | Mt. Lemmon Survey      |
| 419270 - | 2009 VS114               | 11 novembre 2009  | Mt. Lemmon Survey      |
| 419271 - | 2009 VX115               | 8 novembre 2009   | Spacewatch             |
| 419272 - | 2009 WC1                 | 17 novembre 2009  | Spacewatch             |
| 419273 - | 2009 WN3                 | 23 ottobre 2009   | Mt. Lemmon Survey      |
| 419274 - | 2009 WY3                 | 10 marzo 2007     | Mt. Lemmon Survey      |
| 419275 - | 2009 WE10                | 19 novembre 2009  | LINEAR                 |
| 419276 - | 2009 WW10                | 18 novembre 2009  | Kugel, F.              |
| 419277 - | 2009 WU11                | 22 settembre 2009 | Mt. Lemmon Survey      |
| 419278 - | 2009 WD12                | 22 ottobre 2009   | Mt. Lemmon Survey      |
| 419279 - | 2009 WL12                | 22 ottobre 2009   | Mt. Lemmon Survey      |
| 419280 - | 2009 WT12                | 1º febbraio 2006  | Spacewatch             |
| 419281 - | 2009 WB15                | 16 novembre 2009  | Mt. Lemmon Survey      |
| 419282 - | 2009 WV15                | 16 novembre 2009  | Mt. Lemmon Survey      |
| 419283 - | 2009 WM21                | 12 ottobre 2009   | Mt. Lemmon Survey      |
| 419284 - | 2009 WM22                | 18 novembre 2009  | Spacewatch             |
| 419285 - | 2009 WW23                | 16 novembre 2009  | Tzec Maun              |
| 419286 - | 2009 WN24                | 23 ottobre 2009   | Mt. Lemmon Survey      |
| 419287 - | 2009 WQ28                | 17 ottobre 2009   | Mt. Lemmon Survey      |
| 419288 - | 2009 WR30                | 16 novembre 2009  | Spacewatch             |
| 419289 - | 2009 WD31                | 16 novembre 2009  | Spacewatch             |
| 419290 - | 2009 WB33                | 16 novembre 2009  | Spacewatch             |
| 419291 - | 2009 WQ33                | 29 novembre 1999  | Spacewatch             |
| 419292 - | 2009 WV33                | 8 novembre 2009   | Spacewatch             |
| 419293 - | 2009 WH34                | 16 novembre 2009  | Spacewatch             |
| 419294 - | 2009 WR34                | 16 novembre 2009  | Spacewatch             |
| 419295 - | 2009 WG35                | 19 settembre 2009 | Spacewatch             |
| 419296 - | 2009 WX35                | 17 novembre 2009  | Spacewatch             |
| 419297 - | 2009 WK40                | 8 novembre 2009   | Mt. Lemmon Survey      |
| 419298 - | 2009 WQ41                | 17 novembre 2009  | Spacewatch             |
| 419299 - | 2009 WX42                | 17 novembre 2009  | CSS                    |
| 419300 - | 2009 WA47                | 24 ottobre 2009   | Mt. Lemmon Survey      |

## 419301-419400
| Nome     | Designazione provvisoria | Data di scoperta  | Scopritore        |
| -------- | ------------------------ | ----------------- | ----------------- |
| 419301 - | 2009 WG47                | 18 novembre 2009  | OAM               |
| 419302 - | 2009 WE48                | 19 novembre 2009  | Spacewatch        |
| 419303 - | 2009 WC49                | 19 novembre 2009  | Spacewatch        |
| 419304 - | 2009 WV50                | 20 novembre 2009  | Spacewatch        |
| 419305 - | 2009 WO59                | 29 dicembre 2005  | Mt. Lemmon Survey |
| 419306 - | 2009 WN61                | 30 dicembre 2005  | Spacewatch        |
| 419307 - | 2009 WL66                | 23 ottobre 2009   | Mt. Lemmon Survey |
| 419308 - | 2009 WQ71                | 18 novembre 2009  | Spacewatch        |
| 419309 - | 2009 WM72                | 18 novembre 2009  | Spacewatch        |
| 419310 - | 2009 WN74                | 10 novembre 2009  | Spacewatch        |
| 419311 - | 2009 WS75                | 18 novembre 2009  | Spacewatch        |
| 419312 - | 2009 WZ75                | 18 novembre 2009  | Spacewatch        |
| 419313 - | 2009 WZ79                | 18 novembre 2009  | Spacewatch        |
| 419314 - | 2009 WN82                | 19 novembre 2009  | Spacewatch        |
| 419315 - | 2009 WH83                | 9 novembre 2009   | Mt. Lemmon Survey |
| 419316 - | 2009 WJ83                | 19 novembre 2009  | Spacewatch        |
| 419317 - | 2009 WN85                | 19 novembre 2009  | Spacewatch        |
| 419318 - | 2009 WM87                | 19 novembre 2009  | Spacewatch        |
| 419319 - | 2009 WS90                | 12 ottobre 2009   | Mt. Lemmon Survey |
| 419320 - | 2009 WY93                | 19 settembre 2003 | Spacewatch        |
| 419321 - | 2009 WG96                | 8 novembre 2009   | Spacewatch        |
| 419322 - | 2009 WO101               | 22 novembre 2009  | CSS               |
| 419323 - | 2009 WU104               | 18 settembre 2003 | Spacewatch        |
| 419324 - | 2009 WV104               | 8 novembre 2009   | CSS               |
| 419325 - | 2009 WY110               | 11 aprile 2007    | CSS               |
| 419326 - | 2009 WR119               | 20 novembre 2009  | Spacewatch        |
| 419327 - | 2009 WR128               | 3 novembre 2004   | Spacewatch        |
| 419328 - | 2009 WZ131               | 27 agosto 2009    | Spacewatch        |
| 419329 - | 2009 WX133               | 27 ottobre 2009   | Spacewatch        |
| 419330 - | 2009 WO134               | 22 novembre 2009  | CSS               |
| 419331 - | 2009 WE149               | 19 novembre 2009  | Mt. Lemmon Survey |
| 419332 - | 2009 WW156               | 27 gennaio 2006   | Mt. Lemmon Survey |
| 419333 - | 2009 WW160               | 21 novembre 2009  | Spacewatch        |
| 419334 - | 2009 WC161               | 21 novembre 2009  | Mt. Lemmon Survey |
| 419335 - | 2009 WS164               | 24 novembre 2003  | LONEOS            |
| 419336 - | 2009 WF166               | 9 novembre 2009   | Spacewatch        |
| 419337 - | 2009 WT169               | 22 novembre 2009  | Spacewatch        |
| 419338 - | 2009 WN171               | 18 ottobre 2003   | Spacewatch        |
| 419339 - | 2009 WN172               | 9 novembre 2009   | CSS               |
| 419340 - | 2009 WN176               | 23 novembre 2009  | Spacewatch        |
| 419341 - | 2009 WH177               | 23 novembre 2009  | Spacewatch        |
| 419342 - | 2009 WX180               | 7 gennaio 2006    | Spacewatch        |
| 419343 - | 2009 WP181               | 23 novembre 2009  | Spacewatch        |
| 419344 - | 2009 WE182               | 23 novembre 2009  | Spacewatch        |
| 419345 - | 2009 WJ185               | 17 settembre 2003 | NEAT              |
| 419346 - | 2009 WT185               | 24 novembre 2009  | Mt. Lemmon Survey |
| 419347 - | 2009 WS186               | 24 novembre 2009  | Mt. Lemmon Survey |
| 419348 - | 2009 WS187               | 3 ottobre 2003    | Spacewatch        |
| 419349 - | 2009 WO198               | 26 novembre 2009  | Mt. Lemmon Survey |
| 419350 - | 2009 WQ200               | 26 novembre 2009  | Mt. Lemmon Survey |
| 419351 - | 2009 WM208               | 26 ottobre 2009   | Mt. Lemmon Survey |
| 419352 - | 2009 WB209               | 17 novembre 2009  | Spacewatch        |
| 419353 - | 2009 WN209               | 9 novembre 2009   | Spacewatch        |
| 419354 - | 2009 WN215               | 15 settembre 2009 | Spacewatch        |
| 419355 - | 2009 WE222               | 25 dicembre 2005  | Mt. Lemmon Survey |
| 419356 - | 2009 WO224               | 22 novembre 2000  | Spacewatch        |
| 419357 - | 2009 WV249               | 17 novembre 2009  | Spacewatch        |
| 419358 - | 2009 WE250               | 17 novembre 2009  | Spacewatch        |
| 419359 - | 2009 WA254               | 9 novembre 2009   | Mt. Lemmon Survey |
| 419360 - | 2009 WB257               | 28 agosto 2009    | Spacewatch        |
| 419361 - | 2009 WA260               | 21 novembre 2009  | Spacewatch        |
| 419362 - | 2009 WD260               | 21 novembre 2009  | Mt. Lemmon Survey |
| 419363 - | 2009 WL260               | 25 novembre 2009  | Mt. Lemmon Survey |
| 419364 - | 2009 WE264               | 16 novembre 2009  | Mt. Lemmon Survey |
| 419365 - | 2009 XF1                 | 10 dicembre 2009  | Mayhill           |
| 419366 - | 2009 XP1                 | 10 dicembre 2009  | Tzec Maun         |
| 419367 - | 2009 XQ3                 | 9 dicembre 2009   | OAM               |
| 419368 - | 2009 XL4                 | 10 dicembre 2009  | Mt. Lemmon Survey |
| 419369 - | 2009 XT8                 | 27 novembre 2009  | Mt. Lemmon Survey |
| 419370 - | 2009 XU12                | 11 dicembre 1998  | Spacewatch        |
| 419371 - | 2009 XJ13                | 11 dicembre 2009  | Mt. Lemmon Survey |
| 419372 - | 2009 XC14                | 26 ottobre 2009   | Spacewatch        |
| 419373 - | 2009 XO14                | 15 dicembre 2009  | Mt. Lemmon Survey |
| 419374 - | 2009 XB16                | 15 dicembre 2009  | Mt. Lemmon Survey |
| 419375 - | 2009 XK16                | 15 dicembre 2009  | Mt. Lemmon Survey |
| 419376 - | 2009 XJ21                | 10 dicembre 2009  | Mt. Lemmon Survey |
| 419377 - | 2009 YR2                 | 17 dicembre 2009  | Mt. Lemmon Survey |
| 419378 - | 2009 YP5                 | 17 dicembre 2009  | Mt. Lemmon Survey |
| 419379 - | 2009 YN9                 | 19 novembre 2009  | Mt. Lemmon Survey |
| 419380 - | 2009 YT9                 | 17 dicembre 2009  | Mt. Lemmon Survey |
| 419381 - | 2009 YX11                | 18 dicembre 2009  | Mt. Lemmon Survey |
| 419382 - | 2009 YM12                | 18 dicembre 2009  | Mt. Lemmon Survey |
| 419383 - | 2009 YO12                | 18 dicembre 2009  | Mt. Lemmon Survey |
| 419384 - | 2009 YU12                | 18 dicembre 2009  | Mt. Lemmon Survey |
| 419385 - | 2009 YA21                | 11 novembre 2009  | Mt. Lemmon Survey |
| 419386 - | 2009 YM21                | 27 dicembre 2009  | Spacewatch        |
| 419387 - | 2009 YT21                | 27 dicembre 2009  | Spacewatch        |
| 419388 - | 2009 YM22                | 21 novembre 2009  | Mt. Lemmon Survey |
| 419389 - | 2010 AA6                 | 25 novembre 2009  | Spacewatch        |
| 419390 - | 2010 AT10                | 19 dicembre 2009  | Mt. Lemmon Survey |
| 419391 - | 2010 AO11                | 6 gennaio 2010    | Mt. Lemmon Survey |
| 419392 - | 2010 AA12                | 18 ottobre 2009   | Mt. Lemmon Survey |
| 419393 - | 2010 AO13                | 7 gennaio 2010    | Spacewatch        |
| 419394 - | 2010 AN22                | 6 gennaio 2010    | Spacewatch        |
| 419395 - | 2010 AA26                | 6 gennaio 2010    | Spacewatch        |
| 419396 - | 2010 AZ30                | 18 dicembre 2009  | Mt. Lemmon Survey |
| 419397 - | 2010 AD32                | 6 gennaio 2010    | Spacewatch        |
| 419398 - | 2010 AV33                | 7 gennaio 2010    | Spacewatch        |
| 419399 - | 2010 AK35                | 7 gennaio 2010    | Spacewatch        |
| 419400 - | 2010 AE38                | 19 dicembre 2009  | Mt. Lemmon Survey |

## 419401-419500
| Nome            | Designazione provvisoria | Data di scoperta  | Scopritore               |
| --------------- | ------------------------ | ----------------- | ------------------------ |
| 419401 -        | 2010 AU38                | 8 gennaio 2010    | Spacewatch               |
| 419402 -        | 2010 AY39                | 7 gennaio 2010    | LINEAR                   |
| 419403 -        | 2010 AY41                | 6 gennaio 2010    | CSS                      |
| 419404 -        | 2010 AM44                | 7 gennaio 2010    | Spacewatch               |
| 419405 -        | 2010 AX48                | 8 gennaio 2010    | Spacewatch               |
| 419406 -        | 2010 AG55                | 8 gennaio 2010    | Spacewatch               |
| 419407 -        | 2010 AC59                | 29 settembre 2009 | Mt. Lemmon Survey        |
| 419408 -        | 2010 AS59                | 6 gennaio 2010    | CSS                      |
| 419409 -        | 2010 AT64                | 10 gennaio 2010   | Spacewatch               |
| 419410 -        | 2010 AR66                | 11 gennaio 2010   | Spacewatch               |
| 419411 -        | 2010 AV66                | 11 gennaio 2010   | Spacewatch               |
| 419412 -        | 2010 AM67                | 12 gennaio 2010   | Spacewatch               |
| 419413 -        | 2010 AK70                | 12 marzo 2005     | LINEAR                   |
| 419414 -        | 2010 AS74                | 13 gennaio 2010   | LINEAR                   |
| 419415 -        | 2010 AF78                | 30 ottobre 2009   | Mt. Lemmon Survey        |
| 419416 -        | 2010 AN79                | 8 gennaio 2010    | Spacewatch               |
| 419417 -        | 2010 AY79                | 13 gennaio 2010   | CSS                      |
| 419418 -        | 2010 AF81                | 7 gennaio 2010    | Spacewatch               |
| 419419 -        | 2010 AR103               | 12 gennaio 2010   | WISE                     |
| 419420 -        | 2010 AY103               | 12 gennaio 2010   | WISE                     |
| 419421 -        | 2010 AC116               | 27 dicembre 2005  | Spacewatch               |
| 419422 -        | 2010 BA                  | 16 gennaio 2010   | BATTeRS                  |
| 419423 -        | 2010 BA3                 | 19 gennaio 2010   | Crni Vrh                 |
| 419424 -        | 2010 BB6                 | 20 gennaio 2010   | Siding Spring Survey     |
| 419425 -        | 2010 BC6                 | 20 gennaio 2010   | Siding Spring Survey     |
| 419426 -        | 2010 BU6                 | 16 gennaio 2010   | WISE                     |
| 419427 -        | 2010 BD8                 | 16 gennaio 2010   | WISE                     |
| 419428 -        | 2010 BR59                | 24 ottobre 2009   | Spacewatch               |
| 419429 -        | 2010 BW62                | 21 ottobre 2009   | CSS                      |
| 419430 -        | 2010 CD5                 | 8 febbraio 2010   | Spacewatch               |
| 419431 -        | 2010 CC33                | 10 febbraio 2010  | Spacewatch               |
| 419432 -        | 2010 CN33                | 8 marzo 2005      | Mt. Lemmon Survey        |
| 419433 -        | 2010 CL35                | 10 febbraio 2010  | Spacewatch               |
| 419434 -        | 2010 CY42                | 9 febbraio 2010   | CSS                      |
| 419435 Tiramisu | 2010 CW43                | 14 febbraio 2010  | Merlin, J.-C.            |
| 419436 -        | 2010 CT56                | 13 febbraio 2010  | LINEAR                   |
| 419437 -        | 2010 CV58                | 13 febbraio 2010  | LINEAR                   |
| 419438 -        | 2010 CP73                | 23 settembre 2008 | CSS                      |
| 419439 -        | 2010 CP74                | 13 gennaio 2005   | Spacewatch               |
| 419440 -        | 2010 CQ75                | 13 febbraio 2010  | CSS                      |
| 419441 -        | 2010 CS76                | 13 febbraio 2010  | Spacewatch               |
| 419442 -        | 2010 CN82                | 13 febbraio 2010  | Spacewatch               |
| 419443 -        | 2010 CS82                | 13 febbraio 2010  | Spacewatch               |
| 419444 -        | 2010 CN85                | 14 febbraio 2010  | Spacewatch               |
| 419445 -        | 2010 CF99                | 14 febbraio 2010  | Spacewatch               |
| 419446 -        | 2010 CZ100               | 14 febbraio 2010  | Mt. Lemmon Survey        |
| 419447 -        | 2010 CX117               | 15 febbraio 2010  | Spacewatch               |
| 419448 -        | 2010 CO124               | 26 ottobre 2009   | Spacewatch               |
| 419449 -        | 2010 CE128               | 16 dicembre 2003  | Spacewatch               |
| 419450 -        | 2010 CW128               | 9 febbraio 2010   | CSS                      |
| 419451 -        | 2010 CJ129               | 11 febbraio 2010  | OAM                      |
| 419452 -        | 2010 CC138               | 9 febbraio 2010   | Spacewatch               |
| 419453 -        | 2010 CN139               | 13 febbraio 2010  | Spacewatch               |
| 419454 -        | 2010 CX141               | 6 gennaio 2010    | CSS                      |
| 419455 -        | 2010 CY141               | 20 dicembre 2009  | Spacewatch               |
| 419456 -        | 2010 CJ142               | 6 febbraio 2010   | Mt. Lemmon Survey        |
| 419457 -        | 2010 CQ144               | 13 febbraio 2010  | CSS                      |
| 419458 -        | 2010 CC146               | 15 febbraio 2010  | CSS                      |
| 419459 -        | 2010 CX147               | 13 febbraio 2010  | Spacewatch               |
| 419460 -        | 2010 CJ148               | 14 febbraio 2010  | Mt. Lemmon Survey        |
| 419461 -        | 2010 CJ153               | 14 febbraio 2010  | CSS                      |
| 419462 -        | 2010 CW157               | 15 febbraio 2010  | Spacewatch               |
| 419463 -        | 2010 CX157               | 15 febbraio 2010  | Spacewatch               |
| 419464 -        | 2010 CC180               | 12 febbraio 2010  | OAM                      |
| 419465 -        | 2010 CK180               | 15 febbraio 2010  | CSS                      |
| 419466 -        | 2010 CO181               | 14 febbraio 2010  | Pan-STARRS1              |
| 419467 -        | 2010 CA182               | 10 agosto 2007    | Spacewatch               |
| 419468 -        | 2010 CS183               | 18 novembre 2008  | CSS                      |
| 419469 -        | 2010 CA184               | 15 febbraio 2010  | CSS                      |
| 419470 -        | 2010 CE185               | 15 febbraio 2010  | LINEAR                   |
| 419471 -        | 2010 CQ204               | 30 settembre 2009 | Mt. Lemmon Survey        |
| 419472 -        | 2010 DW1                 | 17 febbraio 2010  | LINEAR                   |
| 419473 -        | 2010 DS5                 | 7 ottobre 2008    | Mt. Lemmon Survey        |
| 419474 -        | 2010 DN32                | 18 febbraio 2010  | WISE                     |
| 419475 -        | 2010 DE37                | 20 marzo 1999     | Sloan Digital Sky Survey |
| 419476 -        | 2010 DY40                | 17 febbraio 2010  | Mt. Lemmon Survey        |
| 419477 -        | 2010 DD42                | 17 febbraio 2010  | Mt. Lemmon Survey        |
| 419478 -        | 2010 DN43                | 17 febbraio 2010  | Spacewatch               |
| 419479 -        | 2010 DS49                | 19 febbraio 2010  | Mt. Lemmon Survey        |
| 419480 -        | 2010 DC52                | 21 febbraio 2010  | WISE                     |
| 419481 -        | 2010 DE61                | 10 dicembre 2009  | Mt. Lemmon Survey        |
| 419482 -        | 2010 DW66                | 13 dicembre 2009  | Mt. Lemmon Survey        |
| 419483 -        | 2010 DA75                | 17 febbraio 2010  | Spacewatch               |
| 419484 -        | 2010 EJ7                 | 8 maggio 2006     | Mt. Lemmon Survey        |
| 419485 -        | 2010 EK9                 | 30 luglio 2008    | Spacewatch               |
| 419486 -        | 2010 EK16                | 6 marzo 2010      | WISE                     |
| 419487 -        | 2010 EM29                | 4 marzo 2010      | Spacewatch               |
| 419488 -        | 2010 EB30                | 5 marzo 2010      | CSS                      |
| 419489 -        | 2010 EH36                | 20 dicembre 2009  | Spacewatch               |
| 419490 -        | 2010 ET43                | 12 marzo 2010     | Kugel, F.                |
| 419491 -        | 2010 EY45                | 14 marzo 2010     | CSS                      |
| 419492 -        | 2010 ES75                | 12 marzo 2010     | Spacewatch               |
| 419493 -        | 2010 EF105               | 5 marzo 2010      | CSS                      |
| 419494 -        | 2010 EF108               | 13 marzo 2010     | Spacewatch               |
| 419495 -        | 2010 EJ124               | 12 marzo 2010     | Spacewatch               |
| 419496 -        | 2010 ES124               | 12 marzo 2010     | Mt. Lemmon Survey        |
| 419497 -        | 2010 EC126               | 13 marzo 2010     | CSS                      |
| 419498 -        | 2010 ES126               | 15 marzo 2010     | OAM                      |
| 419499 -        | 2010 EV127               | 14 marzo 2010     | CSS                      |
| 419500 -        | 2010 EP140               | 15 marzo 2010     | CSS                      |

## 419501-419600
| Nome             | Designazione provvisoria | Data di scoperta  | Scopritore               |
| ---------------- | ------------------------ | ----------------- | ------------------------ |
| 419501 -         | 2010 FZ25                | 11 ottobre 2007   | Spacewatch               |
| 419502 -         | 2010 FY27                | 20 marzo 2010     | CSS                      |
| 419503 -         | 2010 FE83                | 19 marzo 2010     | Spacewatch               |
| 419504 -         | 2010 FG83                | 19 marzo 2010     | CSS                      |
| 419505 -         | 2010 FG98                | 18 marzo 2010     | Mt. Lemmon Survey        |
| 419506 -         | 2010 GE11                | 2 aprile 2010     | WISE                     |
| 419507 -         | 2010 GW27                | 5 aprile 2010     | Bickel, W.               |
| 419508 -         | 2010 GR62                | 12 aprile 2010    | LINEAR                   |
| 419509 -         | 2010 GB66                | 6 aprile 2010     | Mt. Lemmon Survey        |
| 419510 -         | 2010 GB113               | 31 dicembre 2008  | CSS                      |
| 419511 -         | 2010 GR116               | 10 aprile 2010    | Mt. Lemmon Survey        |
| 419512 -         | 2010 GV145               | 17 marzo 2010     | CSS                      |
| 419513 -         | 2010 GY163               | 27 ottobre 2008   | Spacewatch               |
| 419514 -         | 2010 GY172               | 21 dicembre 2008  | LINEAR                   |
| 419515 -         | 2010 HS10                | 17 aprile 2010    | WISE                     |
| 419516 -         | 2010 HN14                | 18 aprile 2010    | WISE                     |
| 419517 -         | 2010 HU22                | 25 aprile 2010    | WISE                     |
| 419518 -         | 2010 HS27                | 19 aprile 2010    | WISE                     |
| 419519 -         | 2010 HZ100               | 30 aprile 2010    | WISE                     |
| 419520 -         | 2010 JG1                 | 5 maggio 2010     | CSS                      |
| 419521 Meursault | 2010 JQ34                | 7 maggio 2010     | Michel Ory               |
| 419522 -         | 2010 JU38                | 7 ottobre 2005    | Mt. Lemmon Survey        |
| 419523 -         | 2010 JA65                | 8 maggio 2010     | WISE                     |
| 419524 -         | 2010 JV80                | 10 maggio 2010    | WISE                     |
| 419525 -         | 2010 JD82                | 10 aprile 2010    | Spacewatch               |
| 419526 -         | 2010 JH123               | 13 maggio 2010    | WISE                     |
| 419527 -         | 2010 KN4                 | 16 maggio 2010    | WISE                     |
| 419528 -         | 2010 KA33                | 26 luglio 1995    | Spacewatch               |
| 419529 -         | 2010 KL73                | 25 maggio 2010    | WISE                     |
| 419530 -         | 2010 KF78                | 25 maggio 2010    | WISE                     |
| 419531 -         | 2010 KT88                | 27 maggio 2010    | WISE                     |
| 419532 -         | 2010 KM94                | 27 maggio 2010    | WISE                     |
| 419533 -         | 2010 KJ104               | 29 maggio 2010    | WISE                     |
| 419534 -         | 2010 KT117               | 17 maggio 2010    | OAM                      |
| 419535 -         | 2010 LS4                 | 1º giugno 2010    | WISE                     |
| 419536 -         | 2010 LE82                | 11 giugno 2010    | WISE                     |
| 419537 -         | 2010 MO6                 | 16 giugno 2010    | WISE                     |
| 419538 -         | 2010 MF14                | 17 giugno 2010    | WISE                     |
| 419539 -         | 2010 MA65                | 25 giugno 2010    | WISE                     |
| 419540 -         | 2010 NO3                 | 18 giugno 2010    | Mt. Lemmon Survey        |
| 419541 -         | 2010 NH6                 | 20 giugno 2010    | Mt. Lemmon Survey        |
| 419542 -         | 2010 NX21                | 6 luglio 2010     | WISE                     |
| 419543 -         | 2010 OC4                 | 16 luglio 2010    | WISE                     |
| 419544 -         | 2010 OX34                | 20 luglio 2010    | WISE                     |
| 419545 -         | 2010 OS50                | 18 dicembre 2003  | LINEAR                   |
| 419546 -         | 2010 OG64                | 2 febbraio 2009   | Spacewatch               |
| 419547 -         | 2010 OV74                | 18 gennaio 2009   | CSS                      |
| 419548 -         | 2010 OR81                | 4 ottobre 2006    | Mt. Lemmon Survey        |
| 419549 -         | 2010 OZ83                | 26 luglio 2010    | WISE                     |
| 419550 -         | 2010 OM90                | 27 luglio 2010    | WISE                     |
| 419551 -         | 2010 OM106               | 29 luglio 2010    | WISE                     |
| 419552 -         | 2010 OF118               | 30 luglio 2010    | WISE                     |
| 419553 -         | 2010 PA25                | 7 agosto 2010     | PMO NEO Survey Program   |
| 419554 -         | 2010 PA52                | 8 agosto 2010     | WISE                     |
| 419555 -         | 2010 PJ62                | 27 febbraio 2006  | Spacewatch               |
| 419556 -         | 2010 PO73                | 7 agosto 2010     | OAM                      |
| 419557 -         | 2010 PC77                | 12 agosto 2010    | Spacewatch               |
| 419558 -         | 2010 PO77                | 21 giugno 2010    | Mt. Lemmon Survey        |
| 419559 -         | 2010 QA1                 | 16 agosto 2010    | OAM                      |
| 419560 -         | 2010 QX3                 | 9 febbraio 2005   | Spacewatch               |
| 419561 -         | 2010 RL4                 | 23 novembre 2003  | Spacewatch               |
| 419562 -         | 2010 RF5                 | 1º settembre 2010 | ESA OGS                  |
| 419563 -         | 2010 RS7                 | 2 settembre 2010  | Mt. Lemmon Survey        |
| 419564 -         | 2010 RM9                 | 2 settembre 2010  | LINEAR                   |
| 419565 -         | 2010 RT10                | 2 settembre 2010  | Mt. Lemmon Survey        |
| 419566 -         | 2010 RN12                | 1º settembre 2010 | LINEAR                   |
| 419567 -         | 2010 RX18                | 7 febbraio 2008   | Mt. Lemmon Survey        |
| 419568 -         | 2010 RS47                | 4 settembre 2010  | Spacewatch               |
| 419569 -         | 2010 RQ48                | 11 gennaio 2008   | Spacewatch               |
| 419570 -         | 2010 RY48                | 4 ottobre 1999    | Spacewatch               |
| 419571 -         | 2010 RL50                | 4 settembre 2010  | Spacewatch               |
| 419572 -         | 2010 RQ50                | 4 settembre 2010  | Spacewatch               |
| 419573 -         | 2010 RE52                | 4 settembre 2010  | Spacewatch               |
| 419574 -         | 2010 RE53                | 6 settembre 2010  | LINEAR                   |
| 419575 -         | 2010 RH53                | 19 novembre 2007  | Mt. Lemmon Survey        |
| 419576 -         | 2010 RY58                | 8 marzo 2009      | Mt. Lemmon Survey        |
| 419577 -         | 2010 RB65                | 13 ottobre 1999   | Sloan Digital Sky Survey |
| 419578 -         | 2010 RV67                | 5 settembre 2010  | Mt. Lemmon Survey        |
| 419579 -         | 2010 RL71                | 14 settembre 1999 | Spacewatch               |
| 419580 -         | 2010 RA79                | 30 gennaio 2008   | Mt. Lemmon Survey        |
| 419581 -         | 2010 RD80                | 29 novembre 1999  | Spacewatch               |
| 419582 -         | 2010 RQ81                | 12 aprile 2005    | Buie, M. W.              |
| 419583 -         | 2010 RY81                | 18 novembre 2003  | NEAT                     |
| 419584 -         | 2010 RC94                | 19 settembre 2003 | Spacewatch               |
| 419585 -         | 2010 RN96                | 2 settembre 2010  | Mt. Lemmon Survey        |
| 419586 -         | 2010 RE98                | 11 febbraio 2008  | Mt. Lemmon Survey        |
| 419587 -         | 2010 RK98                | 28 aprile 2009    | Mt. Lemmon Survey        |
| 419588 -         | 2010 RA102               | 10 settembre 2010 | Spacewatch               |
| 419589 -         | 2010 RS103               | 10 settembre 2010 | Spacewatch               |
| 419590 -         | 2010 RD105               | 12 febbraio 2008  | Spacewatch               |
| 419591 -         | 2010 RC107               | 18 agosto 2006    | NEAT                     |
| 419592 -         | 2010 RX110               | 11 settembre 2010 | Spacewatch               |
| 419593 -         | 2010 RV111               | 11 settembre 2010 | Spacewatch               |
| 419594 -         | 2010 RS112               | 11 settembre 2010 | Spacewatch               |
| 419595 -         | 2010 RW112               | 20 novembre 2003  | LINEAR                   |
| 419596 -         | 2010 RB113               | 19 ottobre 2003   | Sloan Digital Sky Survey |
| 419597 -         | 2010 RH113               | 11 settembre 2010 | Spacewatch               |
| 419598 -         | 2010 RO115               | 11 settembre 2010 | CSS                      |
| 419599 -         | 2010 RT117               | 11 settembre 2010 | Spacewatch               |
| 419600 -         | 2010 RT118               | 11 settembre 2010 | Spacewatch               |

## 419601-419700
| Nome     | Designazione provvisoria | Data di scoperta  | Scopritore                           |
| -------- | ------------------------ | ----------------- | ------------------------------------ |
| 419601 - | 2010 RE119               | 19 dicembre 2007  | Mt. Lemmon Survey                    |
| 419602 - | 2010 RT120               | 11 settembre 2010 | CSS                                  |
| 419603 - | 2010 RO121               | 24 ottobre 2003   | Spacewatch                           |
| 419604 - | 2010 RF125               | 19 febbraio 2009  | Spacewatch                           |
| 419605 - | 2010 RJ125               | 29 novembre 1999  | Spacewatch                           |
| 419606 - | 2010 RQ128               | 14 settembre 2010 | Spacewatch                           |
| 419607 - | 2010 RJ136               | 18 agosto 2006    | Spacewatch                           |
| 419608 - | 2010 RM140               | 9 marzo 2005      | Spacewatch                           |
| 419609 - | 2010 RX140               | 8 febbraio 2008   | Spacewatch                           |
| 419610 - | 2010 RL141               | 2 marzo 2009      | Spacewatch                           |
| 419611 - | 2010 RH142               | 14 settembre 2010 | Spacewatch                           |
| 419612 - | 2010 RJ146               | 20 ottobre 2003   | Spacewatch                           |
| 419613 - | 2010 RY149               | 15 settembre 2010 | Spacewatch                           |
| 419614 - | 2010 RA152               | 4 settembre 2010  | Spacewatch                           |
| 419615 - | 2010 RS164               | 7 novembre 2007   | Spacewatch                           |
| 419616 - | 2010 RT166               | 12 ottobre 2006   | Spacewatch                           |
| 419617 - | 2010 RS173               | 3 giugno 2006     | Mt. Lemmon Survey                    |
| 419618 - | 2010 RE175               | 9 settembre 2010  | Spacewatch                           |
| 419619 - | 2010 RC182               | 13 gennaio 2008   | Mt. Lemmon Survey                    |
| 419620 - | 2010 RK182               | 7 novembre 2007   | Spacewatch                           |
| 419621 - | 2010 SN                  | 18 dicembre 2007  | Mt. Lemmon Survey                    |
| 419622 - | 2010 SQ11                | 30 settembre 2003 | Spacewatch                           |
| 419623 - | 2010 SR14                | 12 febbraio 2008  | Spacewatch                           |
| 419624 - | 2010 SO16                | 17 settembre 2010 | WISE                                 |
| 419625 - | 2010 SQ18                | 11 marzo 2005     | Spacewatch                           |
| 419626 - | 2010 SY18                | 10 ottobre 1999   | LINEAR                               |
| 419627 - | 2010 SM22                | 23 novembre 2003  | Spacewatch                           |
| 419628 - | 2010 SL23                | 19 settembre 2010 | Spacewatch                           |
| 419629 - | 2010 SS29                | 2 febbraio 2008   | Mt. Lemmon Survey                    |
| 419630 - | 2010 SK34                | 9 febbraio 2008   | Spacewatch                           |
| 419631 - | 2010 SD42                | 21 agosto 2006    | Spacewatch                           |
| 419632 - | 2010 TO3                 | 20 novembre 2003  | Spacewatch                           |
| 419633 - | 2010 TU3                 | 18 aprile 2009    | Mt. Lemmon Survey                    |
| 419634 - | 2010 TK5                 | 26 ottobre 1995   | Spacewatch                           |
| 419635 - | 2010 TG9                 | 28 settembre 2003 | Spacewatch                           |
| 419636 - | 2010 TF13                | 15 settembre 2006 | Spacewatch                           |
| 419637 - | 2010 TY13                | 18 gennaio 2008   | Spacewatch                           |
| 419638 - | 2010 TO17                | 11 gennaio 2008   | Spacewatch                           |
| 419639 - | 2010 TU19                | 5 dicembre 2007   | Mt. Lemmon Survey                    |
| 419640 - | 2010 TL22                | 1º gennaio 2008   | Spacewatch                           |
| 419641 - | 2010 TP22                | 19 settembre 2003 | Spacewatch                           |
| 419642 - | 2010 TY25                | 28 novembre 1999  | Spacewatch                           |
| 419643 - | 2010 TA26                | 18 settembre 2003 | Spacewatch                           |
| 419644 - | 2010 TU28                | 22 ottobre 1995   | Spacewatch                           |
| 419645 - | 2010 TP29                | 15 ottobre 1999   | Spacewatch                           |
| 419646 - | 2010 TT35                | 28 aprile 2009    | Mt. Lemmon Survey                    |
| 419647 - | 2010 TV35                | 13 dicembre 2006  | CSS                                  |
| 419648 - | 2010 TW37                | 17 agosto 2006    | NEAT                                 |
| 419649 - | 2010 TX41                | 31 dicembre 2007  | Spacewatch                           |
| 419650 - | 2010 TG49                | 22 marzo 2009     | Mt. Lemmon Survey                    |
| 419651 - | 2010 TJ58                | 19 agosto 2010    | PMO NEO Survey Program               |
| 419652 - | 2010 TG62                | 29 agosto 2006    | Spacewatch                           |
| 419653 - | 2010 TT62                | 19 settembre 2010 | Spacewatch                           |
| 419654 - | 2010 TW69                | 30 settembre 2003 | Spacewatch                           |
| 419655 - | 2010 TC73                | 28 febbraio 2008  | Mt. Lemmon Survey                    |
| 419656 - | 2010 TC79                | 2 ottobre 2006    | Mt. Lemmon Survey                    |
| 419657 - | 2010 TZ84                | 21 marzo 2009     | Spacewatch                           |
| 419658 - | 2010 TG88                | 30 agosto 2003    | Spacewatch                           |
| 419659 - | 2010 TH92                | 10 novembre 1999  | Spacewatch                           |
| 419660 - | 2010 TN101               | 2 ottobre 2006    | Spacewatch                           |
| 419661 - | 2010 TM102               | 23 agosto 2003    | NEAT                                 |
| 419662 - | 2010 TV102               | 24 marzo 2009     | Mt. Lemmon Survey                    |
| 419663 - | 2010 TG104               | 12 settembre 2010 | Spacewatch                           |
| 419664 - | 2010 TE110               | 11 aprile 2005    | Mt. Lemmon Survey                    |
| 419665 - | 2010 TS113               | 22 ottobre 2006   | Spacewatch                           |
| 419666 - | 2010 TZ137               | 25 dicembre 2006  | CSS                                  |
| 419667 - | 2010 TT141               | 18 maggio 2009    | Mt. Lemmon Survey                    |
| 419668 - | 2010 TN142               | 18 novembre 2006  | Mt. Lemmon Survey                    |
| 419669 - | 2010 TC144               | 30 settembre 2006 | Spacewatch                           |
| 419670 - | 2010 TD148               | 16 aprile 2004    | Spacewatch                           |
| 419671 - | 2010 TP153               | 10 marzo 2007     | NEAT                                 |
| 419672 - | 2010 TB168               | 28 agosto 2006    | CSS                                  |
| 419673 - | 2010 TC170               | 12 febbraio 2008  | Spacewatch                           |
| 419674 - | 2010 TD172               | 28 agosto 2006    | Spacewatch                           |
| 419675 - | 2010 TW172               | 5 marzo 2008      | Mt. Lemmon Survey                    |
| 419676 - | 2010 TQ173               | 6 marzo 2008      | Mt. Lemmon Survey                    |
| 419677 - | 2010 TJ179               | 17 dicembre 2007  | Mt. Lemmon Survey                    |
| 419678 - | 2010 TJ180               | 2 ottobre 2010    | Mt. Lemmon Survey                    |
| 419679 - | 2010 TV183               | 20 gennaio 2008   | Mt. Lemmon Survey                    |
| 419680 - | 2010 TP185               | 10 marzo 2005     | Mt. Lemmon Survey                    |
| 419681 - | 2010 TR185               | 27 agosto 2006    | Spacewatch                           |
| 419682 - | 2010 TF187               | 31 maggio 2006    | Mt. Lemmon Survey                    |
| 419683 - | 2010 UV                  | 27 agosto 2006    | Spacewatch                           |
| 419684 - | 2010 UZ                  | 28 febbraio 2008  | Spacewatch                           |
| 419685 - | 2010 UT3                 | 17 ottobre 2010   | Mt. Lemmon Survey                    |
| 419686 - | 2010 UY11                | 16 agosto 2006    | NEAT                                 |
| 419687 - | 2010 UC12                | 18 settembre 2010 | Mt. Lemmon Survey                    |
| 419688 - | 2010 UV12                | 16 novembre 2003  | Spacewatch                           |
| 419689 - | 2010 UJ15                | 25 ottobre 1995   | Beijing Schmidt CCD Asteroid Program |
| 419690 - | 2010 UW21                | 24 novembre 2003  | Spacewatch                           |
| 419691 - | 2010 UP31                | 30 dicembre 2007  | Spacewatch                           |
| 419692 - | 2010 UP37                | 29 ottobre 2010   | Mt. Lemmon Survey                    |
| 419693 - | 2010 UY40                | 30 agosto 2006    | LONEOS                               |
| 419694 - | 2010 UC41                | 29 giugno 2005    | Spacewatch                           |
| 419695 - | 2010 UO41                | 1º ottobre 2006   | Spacewatch                           |
| 419696 - | 2010 UV41                | 20 aprile 2009    | Mt. Lemmon Survey                    |
| 419697 - | 2010 UU44                | 9 marzo 2008      | LINEAR                               |
| 419698 - | 2010 UO50                | 12 marzo 2008     | CSS                                  |
| 419699 - | 2010 UF55                | 5 aprile 2008     | Spacewatch                           |
| 419700 - | 2010 UY58                | 15 maggio 2005    | Mt. Lemmon Survey                    |

## 419701-419800
| Nome     | Designazione provvisoria | Data di scoperta  | Scopritore               |
| -------- | ------------------------ | ----------------- | ------------------------ |
| 419701 - | 2010 UE59                | 6 maggio 2000     | Spacewatch               |
| 419702 - | 2010 UV59                | 21 febbraio 2007  | CSS                      |
| 419703 - | 2010 UG63                | 11 settembre 2010 | Mt. Lemmon Survey        |
| 419704 - | 2010 UH69                | 17 ottobre 2010   | Mt. Lemmon Survey        |
| 419705 - | 2010 UX70                | 15 ottobre 2001   | LINEAR                   |
| 419706 - | 2010 UU74                | 22 ottobre 2006   | CSS                      |
| 419707 - | 2010 UV75                | 13 ottobre 2010   | Mt. Lemmon Survey        |
| 419708 - | 2010 UM76                | 10 ottobre 1999   | LINEAR                   |
| 419709 - | 2010 UN76                | 29 agosto 2006    | Spacewatch               |
| 419710 - | 2010 UN79                | 30 ottobre 2010   | Mt. Lemmon Survey        |
| 419711 - | 2010 UW80                | 11 ottobre 2010   | Mt. Lemmon Survey        |
| 419712 - | 2010 UO88                | 30 ottobre 2010   | Mt. Lemmon Survey        |
| 419713 - | 2010 UO93                | 9 marzo 2008      | Siding Spring Survey     |
| 419714 - | 2010 UK98                | 28 settembre 2006 | Mt. Lemmon Survey        |
| 419715 - | 2010 UW100               | 28 agosto 2006    | LONEOS                   |
| 419716 - | 2010 UL105               | 30 ottobre 2002   | Sloan Digital Sky Survey |
| 419717 - | 2010 VC14                | 30 ottobre 2010   | LINEAR                   |
| 419718 - | 2010 VR17                | 5 dicembre 2000   | LINEAR                   |
| 419719 - | 2010 VB18                | 12 ottobre 2010   | Mt. Lemmon Survey        |
| 419720 - | 2010 VY19                | 21 aprile 2003    | Spacewatch               |
| 419721 - | 2010 VT23                | 28 settembre 2006 | Mt. Lemmon Survey        |
| 419722 - | 2010 VP24                | 14 novembre 1998  | Spacewatch               |
| 419723 - | 2010 VE25                | 16 dicembre 2006  | Mt. Lemmon Survey        |
| 419724 - | 2010 VU25                | 21 ottobre 2006   | Mt. Lemmon Survey        |
| 419725 - | 2010 VX25                | 25 settembre 2006 | Spacewatch               |
| 419726 - | 2010 VM26                | 2 ottobre 2006    | Spacewatch               |
| 419727 - | 2010 VU28                | 17 dicembre 2003  | Spacewatch               |
| 419728 - | 2010 VR29                | 13 ottobre 2010   | Mt. Lemmon Survey        |
| 419729 - | 2010 VX31                | 27 ottobre 1995   | Spacewatch               |
| 419730 - | 2010 VF36                | 23 ottobre 2006   | NEAT                     |
| 419731 - | 2010 VS46                | 20 ottobre 2006   | Mt. Lemmon Survey        |
| 419732 - | 2010 VW46                | 13 febbraio 2004  | Spacewatch               |
| 419733 - | 2010 VY46                | 4 ottobre 2006    | Mt. Lemmon Survey        |
| 419734 - | 2010 VS51                | 8 gennaio 2007    | Mt. Lemmon Survey        |
| 419735 - | 2010 VY51                | 12 dicembre 2006  | Spacewatch               |
| 419736 - | 2010 VB52                | 5 dicembre 2007   | Spacewatch               |
| 419737 - | 2010 VZ60                | 26 novembre 2003  | Spacewatch               |
| 419738 - | 2010 VW66                | 30 agosto 2006    | LONEOS                   |
| 419739 - | 2010 VY70                | 9 febbraio 2008   | Mt. Lemmon Survey        |
| 419740 - | 2010 VN72                | 16 settembre 2006 | CSS                      |
| 419741 - | 2010 VT73                | 6 marzo 2008      | Mt. Lemmon Survey        |
| 419742 - | 2010 VG74                | 3 novembre 2010   | Mt. Lemmon Survey        |
| 419743 - | 2010 VN74                | 4 maggio 2005     | Mt. Lemmon Survey        |
| 419744 - | 2010 VP77                | 15 dicembre 1999  | Spacewatch               |
| 419745 - | 2010 VH80                | 22 aprile 2004    | Spacewatch               |
| 419746 - | 2010 VT81                | 3 novembre 2010   | Spacewatch               |
| 419747 - | 2010 VW83                | 5 novembre 2010   | Spacewatch               |
| 419748 - | 2010 VD85                | 24 novembre 2006  | Spacewatch               |
| 419749 - | 2010 VA86                | 21 dicembre 2006  | Spacewatch               |
| 419750 - | 2010 VB87                | 28 settembre 2006 | Mt. Lemmon Survey        |
| 419751 - | 2010 VB89                | 6 novembre 2010   | Spacewatch               |
| 419752 - | 2010 VN90                | 20 novembre 2006  | Spacewatch               |
| 419753 - | 2010 VP90                | 29 ottobre 2010   | Mt. Lemmon Survey        |
| 419754 - | 2010 VF95                | 7 novembre 2010   | Mt. Lemmon Survey        |
| 419755 - | 2010 VU96                | 29 agosto 2006    | Spacewatch               |
| 419756 - | 2010 VX98                | 17 marzo 2007     | CSS                      |
| 419757 - | 2010 VW103               | 22 ottobre 2006   | Mt. Lemmon Survey        |
| 419758 - | 2010 VY105               | 16 novembre 2006  | Spacewatch               |
| 419759 - | 2010 VS110               | 25 settembre 2006 | CSS                      |
| 419760 - | 2010 VA112               | 18 settembre 2010 | Mt. Lemmon Survey        |
| 419761 - | 2010 VK114               | 5 settembre 2010  | Mt. Lemmon Survey        |
| 419762 - | 2010 VO114               | 28 agosto 2006    | Spacewatch               |
| 419763 - | 2010 VQ114               | 30 ottobre 2010   | Spacewatch               |
| 419764 - | 2010 VP120               | 8 novembre 2010   | Spacewatch               |
| 419765 - | 2010 VX122               | 9 febbraio 2008   | CSS                      |
| 419766 - | 2010 VA131               | 11 ottobre 2010   | CSS                      |
| 419767 - | 2010 VC132               | 22 ottobre 2003   | Spacewatch               |
| 419768 - | 2010 VF133               | 7 aprile 2008     | Mt. Lemmon Survey        |
| 419769 - | 2010 VO133               | 28 ottobre 2010   | Mt. Lemmon Survey        |
| 419770 - | 2010 VC134               | 10 novembre 1996  | Spacewatch               |
| 419771 - | 2010 VF137               | 30 settembre 2006 | Mt. Lemmon Survey        |
| 419772 - | 2010 VO146               | 16 novembre 2006  | Spacewatch               |
| 419773 - | 2010 VR147               | 6 novembre 2010   | Mt. Lemmon Survey        |
| 419774 - | 2010 VT147               | 27 settembre 2006 | Mt. Lemmon Survey        |
| 419775 - | 2010 VW151               | 6 novembre 2010   | Mt. Lemmon Survey        |
| 419776 - | 2010 VF161               | 11 settembre 2010 | Mt. Lemmon Survey        |
| 419777 - | 2010 VG165               | 11 novembre 2006  | Spacewatch               |
| 419778 - | 2010 VZ170               | 28 ottobre 2010   | Spacewatch               |
| 419779 - | 2010 VL172               | 10 febbraio 2008  | Spacewatch               |
| 419780 - | 2010 VQ173               | 10 novembre 2010  | Mt. Lemmon Survey        |
| 419781 - | 2010 VP178               | 15 marzo 2008     | Mt. Lemmon Survey        |
| 419782 - | 2010 VF182               | 6 novembre 2010   | Spacewatch               |
| 419783 - | 2010 VM185               | 17 settembre 2006 | Spacewatch               |
| 419784 - | 2010 VN196               | 5 novembre 2010   | Spacewatch               |
| 419785 - | 2010 VQ198               | 13 novembre 2010  | Mt. Lemmon Survey        |
| 419786 - | 2010 VY199               | 11 dicembre 2006  | Spacewatch               |
| 419787 - | 2010 VP203               | 14 settembre 2006 | CSS                      |
| 419788 - | 2010 VZ204               | 19 agosto 2006    | Spacewatch               |
| 419789 - | 2010 VB206               | 5 gennaio 2000    | Spacewatch               |
| 419790 - | 2010 VX208               | 19 agosto 2002    | NEAT                     |
| 419791 - | 2010 VQ210               | 4 marzo 2005      | CSS                      |
| 419792 - | 2010 VV216               | 19 novembre 2001  | LINEAR                   |
| 419793 - | 2010 VD217               | 28 agosto 2006    | Spacewatch               |
| 419794 - | 2010 VT218               | 12 settembre 2002 | NEAT                     |
| 419795 - | 2010 VR219               | 16 marzo 2005     | CSS                      |
| 419796 - | 2010 WU3                 | 29 marzo 2008     | Spacewatch               |
| 419797 - | 2010 WP13                | 18 settembre 2010 | Mt. Lemmon Survey        |
| 419798 - | 2010 WK15                | 2 aprile 2005     | CSS                      |
| 419799 - | 2010 WP29                | 14 novembre 2010  | CSS                      |
| 419800 - | 2010 WH30                | 1º novembre 2010  | Spacewatch               |

## 419801-419900
| Nome            | Designazione provvisoria | Data di scoperta  | Scopritore           |
| --------------- | ------------------------ | ----------------- | -------------------- |
| 419801 -        | 2010 WM48                | 20 ottobre 1995   | Spacewatch           |
| 419802 -        | 2010 WT48                | 29 luglio 2005    | NEAT                 |
| 419803 -        | 2010 WH50                | 12 febbraio 2008  | Siding Spring Survey |
| 419804 -        | 2010 WC54                | 28 luglio 2009    | Spacewatch           |
| 419805 -        | 2010 WW54                | 1º aprile 2008    | Spacewatch           |
| 419806 -        | 2010 WN55                | 28 settembre 2006 | Mt. Lemmon Survey    |
| 419807 -        | 2010 WU56                | 1º marzo 2008     | Mt. Lemmon Survey    |
| 419808 -        | 2010 WD59                | 23 ottobre 2006   | Mt. Lemmon Survey    |
| 419809 -        | 2010 WD62                | 16 novembre 2006  | Spacewatch           |
| 419810 -        | 2010 WE64                | 18 novembre 2006  | Mt. Lemmon Survey    |
| 419811 -        | 2010 WD67                | 7 gennaio 1999    | Spacewatch           |
| 419812 -        | 2010 WL69                | 30 novembre 2010  | Mt. Lemmon Survey    |
| 419813 -        | 2010 WS70                | 28 novembre 2010  | Mt. Lemmon Survey    |
| 419814 -        | 2010 WT74                | 10 novembre 2010  | CSS                  |
| 419815 -        | 2010 XB5                 | 12 novembre 2010  | Spacewatch           |
| 419816 -        | 2010 XO8                 | 6 novembre 2010   | Mt. Lemmon Survey    |
| 419817 -        | 2010 XZ9                 | 3 luglio 2005     | NEAT                 |
| 419818 -        | 2010 XH12                | 9 dicembre 2006   | Spacewatch           |
| 419819 -        | 2010 XJ13                | 1º novembre 2010  | Spacewatch           |
| 419820 -        | 2010 XN14                | 24 agosto 2001    | LONEOS               |
| 419821 -        | 2010 XG19                | 6 novembre 2010   | Mt. Lemmon Survey    |
| 419822 -        | 2010 XE23                | 31 marzo 2008     | Mt. Lemmon Survey    |
| 419823 -        | 2010 XZ37                | 16 gennaio 2007   | LONEOS               |
| 419824 -        | 2010 XC42                | 31 ottobre 2010   | Mt. Lemmon Survey    |
| 419825 -        | 2010 XH42                | 10 novembre 2010  | Mt. Lemmon Survey    |
| 419826 -        | 2010 XL42                | 31 ottobre 1999   | Spacewatch           |
| 419827 -        | 2010 XE43                | 22 ottobre 2006   | Spacewatch           |
| 419828 -        | 2010 XX45                | 28 novembre 2006  | Mt. Lemmon Survey    |
| 419829 -        | 2010 XK52                | 10 dicembre 2010  | LINEAR               |
| 419830 -        | 2010 XM54                | 7 ottobre 2005    | Mt. Lemmon Survey    |
| 419831 -        | 2010 XH57                | 14 marzo 2007     | LONEOS               |
| 419832 -        | 2010 XE59                | 18 dicembre 2001  | LINEAR               |
| 419833 -        | 2010 XZ60                | 15 aprile 2008    | Mt. Lemmon Survey    |
| 419834 -        | 2010 XW66                | 6 aprile 2008     | Spacewatch           |
| 419835 -        | 2010 XU68                | 28 ottobre 2006   | Mt. Lemmon Survey    |
| 419836 -        | 2010 XJ71                | 10 gennaio 2007   | Spacewatch           |
| 419837 -        | 2010 XW79                | 23 novembre 2006  | Mt. Lemmon Survey    |
| 419838 -        | 2010 XR82                | 6 febbraio 2007   | Spacewatch           |
| 419839 -        | 2010 XK84                | 21 settembre 2001 | LONEOS               |
| 419840 -        | 2010 XA85                | 20 marzo 2004     | Spacewatch           |
| 419841 -        | 2010 XB85                | 12 novembre 2010  | Spacewatch           |
| 419842 -        | 2010 XN87                | 7 dicembre 2005   | Spacewatch           |
| 419843 -        | 2010 YX2                 | 10 dicembre 2010  | Mt. Lemmon Survey    |
| 419844 -        | 2010 YP5                 | 17 gennaio 2007   | Spacewatch           |
| 419845 -        | 2011 AO                  | 9 gennaio 2007    | Spacewatch           |
| 419846 -        | 2011 AH4                 | 8 dicembre 2010   | CSS                  |
| 419847 -        | 2011 AO5                 | 18 marzo 2004     | LINEAR               |
| 419848 -        | 2011 AO7                 | 11 dicembre 2001  | LINEAR               |
| 419849 -        | 2011 AO8                 | 5 dicembre 2010   | Spacewatch           |
| 419850 -        | 2011 AT9                 | 10 dicembre 2010  | Mt. Lemmon Survey    |
| 419851 -        | 2011 AY9                 | 12 ottobre 2010   | Spacewatch           |
| 419852 -        | 2011 AG10                | 19 ottobre 2001   | NEAT                 |
| 419853 -        | 2011 AM10                | 25 dicembre 2005  | Mt. Lemmon Survey    |
| 419854 -        | 2011 AQ10                | 16 dicembre 2006  | Spacewatch           |
| 419855 -        | 2011 AW11                | 6 dicembre 2010   | Mt. Lemmon Survey    |
| 419856 -        | 2011 AX11                | 13 dicembre 2010  | Mt. Lemmon Survey    |
| 419857 -        | 2011 AB12                | 25 settembre 2005 | NEAT                 |
| 419858 Abecheng | 2011 AC13                | 1º febbraio 2010  | WISE                 |
| 419859 -        | 2011 AU14                | 27 novembre 2006  | Mt. Lemmon Survey    |
| 419860 -        | 2011 AX14                | 31 gennaio 2006   | LONEOS               |
| 419861 -        | 2011 AD15                | 25 ottobre 2008   | Spacewatch           |
| 419862 -        | 2011 AP15                | 1º dicembre 2010  | Mt. Lemmon Survey    |
| 419863 -        | 2011 AW15                | 3 maggio 2008     | Spacewatch           |
| 419864 -        | 2011 AV20                | 26 settembre 2009 | Spacewatch           |
| 419865 -        | 2011 AR21                | 10 gennaio 2007   | Spacewatch           |
| 419866 -        | 2011 AB22                | 23 febbraio 2007  | CSS                  |
| 419867 -        | 2011 AF24                | 1º novembre 2005  | Mt. Lemmon Survey    |
| 419868 -        | 2011 AG24                | 27 dicembre 2006  | Mt. Lemmon Survey    |
| 419869 -        | 2011 AL27                | 31 gennaio 2006   | CSS                  |
| 419870 -        | 2011 AP27                | 9 settembre 2004  | Spacewatch           |
| 419871 -        | 2011 AV27                | 21 novembre 2006  | Mt. Lemmon Survey    |
| 419872 -        | 2011 AW27                | 26 settembre 2005 | Spacewatch           |
| 419873 -        | 2011 AK32                | 18 dicembre 2001  | LINEAR               |
| 419874 -        | 2011 AL32                | 17 dicembre 2001  | LINEAR               |
| 419875 -        | 2011 AP33                | 21 febbraio 2007  | Mt. Lemmon Survey    |
| 419876 -        | 2011 AT33                | 20 agosto 2009    | Spacewatch           |
| 419877 -        | 2011 AY33                | 17 febbraio 2007  | Spacewatch           |
| 419878 -        | 2011 AF35                | 31 dicembre 2002  | LINEAR               |
| 419879 -        | 2011 AO35                | 16 novembre 2010  | Mt. Lemmon Survey    |
| 419880 -        | 2011 AH37                | 7 gennaio 2011    | WISE                 |
| 419881 -        | 2011 AW38                | 22 novembre 2006  | Mt. Lemmon Survey    |
| 419882 -        | 2011 AS39                | 5 dicembre 2010   | Mt. Lemmon Survey    |
| 419883 -        | 2011 AO40                | 5 gennaio 1994    | Spacewatch           |
| 419884 -        | 2011 AL41                | 20 marzo 2007     | Mt. Lemmon Survey    |
| 419885 -        | 2011 AG42                | 28 gennaio 2007   | Mt. Lemmon Survey    |
| 419886 -        | 2011 AQ43                | 3 novembre 2010   | Spacewatch           |
| 419887 -        | 2011 AL45                | 11 novembre 2010  | Spacewatch           |
| 419888 -        | 2011 AW45                | 10 gennaio 2011   | Spacewatch           |
| 419889 -        | 2011 AX45                | 10 gennaio 2011   | Spacewatch           |
| 419890 -        | 2011 AY49                | 29 ottobre 2005   | Mt. Lemmon Survey    |
| 419891 -        | 2011 AW52                | 13 marzo 2007     | CSS                  |
| 419892 -        | 2011 AS53                | 25 dicembre 2010  | Mt. Lemmon Survey    |
| 419893 -        | 2011 AE54                | 6 dicembre 2010   | Mt. Lemmon Survey    |
| 419894 -        | 2011 AU54                | 29 settembre 2005 | Mt. Lemmon Survey    |
| 419895 -        | 2011 AV60                | 9 febbraio 2007   | Spacewatch           |
| 419896 -        | 2011 AQ61                | 10 marzo 2007     | NEAT                 |
| 419897 -        | 2011 AY61                | 12 ottobre 2005   | Spacewatch           |
| 419898 -        | 2011 AO65                | 17 gennaio 2007   | Spacewatch           |
| 419899 -        | 2011 AG66                | 14 gennaio 2011   | Spacewatch           |
| 419900 -        | 2011 AN67                | 1º novembre 2006  | Mt. Lemmon Survey    |

## 419901-420000
| Nome     | Designazione provvisoria | Data di scoperta  | Scopritore        |
| -------- | ------------------------ | ----------------- | ----------------- |
| 419901 - | 2011 AQ67                | 21 febbraio 2007  | Spacewatch        |
| 419902 - | 2011 AT67                | 3 dicembre 2010   | Mt. Lemmon Survey |
| 419903 - | 2011 AG74                | 28 luglio 2008    | Mt. Lemmon Survey |
| 419904 - | 2011 AW74                | 21 dicembre 2006  | Mt. Lemmon Survey |
| 419905 - | 2011 AY74                | 23 novembre 2006  | Mt. Lemmon Survey |
| 419906 - | 2011 AW79                | 17 gennaio 2007   | CSS               |
| 419907 - | 2011 BQ1                 | 27 gennaio 2007   | Mt. Lemmon Survey |
| 419908 - | 2011 BB6                 | 23 febbraio 2007  | Spacewatch        |
| 419909 - | 2011 BC6                 | 1º ottobre 2005   | Mt. Lemmon Survey |
| 419910 - | 2011 BD7                 | 28 dicembre 2005  | Spacewatch        |
| 419911 - | 2011 BM8                 | 28 agosto 2005    | Spacewatch        |
| 419912 - | 2011 BR9                 | 16 gennaio 2011   | Mt. Lemmon Survey |
| 419913 - | 2011 BM10                | 4 gennaio 2006    | Mt. Lemmon Survey |
| 419914 - | 2011 BK12                | 1º dicembre 2005  | Spacewatch        |
| 419915 - | 2011 BU12                | 13 gennaio 2011   | Spacewatch        |
| 419916 - | 2011 BC13                | 26 gennaio 2010   | WISE              |
| 419917 - | 2011 BA14                | 10 ottobre 2005   | CSS               |
| 419918 - | 2011 BQ16                | 17 settembre 2009 | Spacewatch        |
| 419919 - | 2011 BF19                | 30 novembre 2005  | Mt. Lemmon Survey |
| 419920 - | 2011 BN21                | 23 gennaio 2006   | CSS               |
| 419921 - | 2011 BB23                | 18 settembre 2009 | Spacewatch        |
| 419922 - | 2011 BJ24                | 3 settembre 2010  | Mt. Lemmon Survey |
| 419923 - | 2011 BF27                | 4 febbraio 2006   | Mt. Lemmon Survey |
| 419924 - | 2011 BT29                | 9 dicembre 2010   | Mt. Lemmon Survey |
| 419925 - | 2011 BO31                | 11 gennaio 2011   | Spacewatch        |
| 419926 - | 2011 BD33                | 6 dicembre 2005   | Spacewatch        |
| 419927 - | 2011 BW33                | 14 gennaio 2011   | Spacewatch        |
| 419928 - | 2011 BE35                | 19 ottobre 2006   | Wasserman, L. H.  |
| 419929 - | 2011 BL44                | 26 dicembre 2005  | Spacewatch        |
| 419930 - | 2011 BO51                | 29 agosto 2009    | Spacewatch        |
| 419931 - | 2011 BP51                | 8 febbraio 2007   | NEAT              |
| 419932 - | 2011 BC52                | 25 marzo 2006     | CSS               |
| 419933 - | 2011 BQ54                | 6 novembre 2010   | Spacewatch        |
| 419934 - | 2011 BE55                | 23 febbraio 2007  | Spacewatch        |
| 419935 - | 2011 BG55                | 23 agosto 2004    | Spacewatch        |
| 419936 - | 2011 BK62                | 29 dicembre 2005  | Spacewatch        |
| 419937 - | 2011 BQ62                | 26 gennaio 2011   | Mt. Lemmon Survey |
| 419938 - | 2011 BG68                | 10 gennaio 2011   | Mt. Lemmon Survey |
| 419939 - | 2011 BL75                | 17 gennaio 2011   | Mt. Lemmon Survey |
| 419940 - | 2011 BC79                | 24 novembre 2006  | Mt. Lemmon Survey |
| 419941 - | 2011 BB80                | 11 gennaio 2011   | Spacewatch        |
| 419942 - | 2011 BD82                | 4 dicembre 2005   | Spacewatch        |
| 419943 - | 2011 BL82                | 10 gennaio 2007   | Spacewatch        |
| 419944 - | 2011 BQ82                | 11 gennaio 2011   | CSS               |
| 419945 - | 2011 BW82                | 11 gennaio 2011   | Spacewatch        |
| 419946 - | 2011 BX82                | 8 dicembre 2010   | Mt. Lemmon Survey |
| 419947 - | 2011 BJ84                | 8 dicembre 2005   | Spacewatch        |
| 419948 - | 2011 BY86                | 15 marzo 2007     | Spacewatch        |
| 419949 - | 2011 BB89                | 16 gennaio 2011   | Mt. Lemmon Survey |
| 419950 - | 2011 BE89                | 17 febbraio 2007  | Spacewatch        |
| 419951 - | 2011 BA90                | 15 ottobre 2009   | Mt. Lemmon Survey |
| 419952 - | 2011 BW94                | 5 novembre 2010   | Mt. Lemmon Survey |
| 419953 - | 2011 BF96                | 24 gennaio 2007   | Spacewatch        |
| 419954 - | 2011 BH96                | 5 febbraio 2000   | Spacewatch        |
| 419955 - | 2011 BV96                | 9 settembre 2008  | Mt. Lemmon Survey |
| 419956 - | 2011 BM99                | 28 ottobre 2005   | Spacewatch        |
| 419957 - | 2011 BW99                | 16 febbraio 2010  | WISE              |
| 419958 - | 2011 BM100               | 13 marzo 2007     | CSS               |
| 419959 - | 2011 BO100               | 10 dicembre 2004  | Spacewatch        |
| 419960 - | 2011 BW100               | 1º marzo 2010     | WISE              |
| 419961 - | 2011 BL102               | 27 gennaio 2007   | Spacewatch        |
| 419962 - | 2011 BT102               | 14 ottobre 2010   | Mt. Lemmon Survey |
| 419963 - | 2011 BH114               | 26 ottobre 2009   | Spacewatch        |
| 419964 - | 2011 BW117               | 6 dicembre 2010   | Mt. Lemmon Survey |
| 419965 - | 2011 BU118               | 30 dicembre 2005  | Mt. Lemmon Survey |
| 419966 - | 2011 BY140               | 23 gennaio 2006   | Spacewatch        |
| 419967 - | 2011 BO154               | 27 gennaio 2011   | Spacewatch        |
| 419968 - | 2011 BN161               | 22 ottobre 2009   | Mt. Lemmon Survey |
| 419969 - | 2011 BZ161               | 4 dicembre 2005   | Spacewatch        |
| 419970 - | 2011 BC162               | 2 dicembre 2010   | Mt. Lemmon Survey |
| 419971 - | 2011 BJ162               | 21 gennaio 2002   | Spacewatch        |
| 419972 - | 2011 CO                  | 12 marzo 2007     | Spacewatch        |
| 419973 - | 2011 CQ                  | 12 settembre 2009 | Spacewatch        |
| 419974 - | 2011 CK3                 | 7 dicembre 1999   | Spacewatch        |
| 419975 - | 2011 CM3                 | 21 settembre 2003 | LONEOS            |
| 419976 - | 2011 CD4                 | 27 febbraio 2007  | Spacewatch        |
| 419977 - | 2011 CL5                 | 21 febbraio 2007  | Spacewatch        |
| 419978 - | 2011 CN9                 | 14 gennaio 2011   | Spacewatch        |
| 419979 - | 2011 CP10                | 11 gennaio 2011   | Spacewatch        |
| 419980 - | 2011 CX14                | 20 settembre 2001 | LINEAR            |
| 419981 - | 2011 CU15                | 16 marzo 2007     | Mt. Lemmon Survey |
| 419982 - | 2011 CZ16                | 19 settembre 2009 | Mt. Lemmon Survey |
| 419983 - | 2011 CV19                | 19 marzo 2007     | Mt. Lemmon Survey |
| 419984 - | 2011 CP22                | 9 gennaio 1997    | Spacewatch        |
| 419985 - | 2011 CG23                | 10 febbraio 2002  | LINEAR            |
| 419986 - | 2011 CE26                | 7 dicembre 2005   | Spacewatch        |
| 419987 - | 2011 CK27                | 10 febbraio 2002  | LINEAR            |
| 419988 - | 2011 CK29                | 2 dicembre 2005   | Spacewatch        |
| 419989 - | 2011 CS29                | 30 gennaio 2011   | Mt. Lemmon Survey |
| 419990 - | 2011 CF32                | 14 settembre 2009 | CSS               |
| 419991 - | 2011 CH32                | 20 aprile 2007    | Spacewatch        |
| 419992 - | 2011 CU32                | 14 gennaio 2011   | Spacewatch        |
| 419993 - | 2011 CW32                | 16 novembre 2010  | Mt. Lemmon Survey |
| 419994 - | 2011 CB33                | 27 gennaio 2011   | Mt. Lemmon Survey |
| 419995 - | 2011 CT35                | 5 febbraio 2000   | Buie, M. W.       |
| 419996 - | 2011 CC38                | 4 dicembre 2005   | Spacewatch        |
| 419997 - | 2011 CX38                | 24 dicembre 2005  | Spacewatch        |
| 419998 - | 2011 CE40                | 11 gennaio 2011   | Spacewatch        |
| 419999 - | 2011 CW42                | 5 dicembre 2005   | Spacewatch        |
| 420000 - | 2011 CU45                | 1º maggio 2003    | Spacewatch        |